# M25 Lima 2020
El M25 Lima 2020 denominado por razones de patrocinio Copa FDPT será un torneo de tenis masculino que se jugará en pistas de tierra batida. Se tratará de la II edición del torneo que forma parte del ITF World Tennis Tour 2020. Tendrá lugar en Lima, Perú del 3 al 9 de febrero de 2020 en las canchas del Club Lawn Tennis de la Exposición.

## Distribución de puntos
| Modalidad    | Campeón | Finalista | Semifinales | Cuartos de final | 2ª ronda | 1ª ronda | Clasificados | 2ª ronda de clasificación | 1ª ronda de clasificación |
| Individuales | 20      | 12        | 6           | 3                | 1        | -        | -            | -                         | -                         |
| Dobles       | 20      | 12        | 6           | 3                | -        | -        | -            | -                         | -                         |

## Cabezas de serie

### Individuales
| Tenista                    | Ranking ATP | Ranking ITF | Preclasificado |
| Facundo Argüello           | 289         | -           | 1              |
| Pedro Sakamoto             | 292         | 120         | 2              |
| Orlando Luz                | 295         | 10          | 3              |
| Nicolás Álvarez            | 296         | 9           | 4              |
| Tomás Martín Etcheverry    | 336         | 11          | 5              |
| Marcelo Tomás Barrios Vera | 351         | 345         | 6              |
| Diego Hidalgo              | 373         | 77          | 7              |
| Oscar José Gutiérrez       | 377         | 50          | 8              |

- Ranking del 13 de enero de 2020.

### Dobles
| Tenistas | Ranking ATP | Ranking ITF | Preclasificado |
|          |             |             | 1              |
|          |             |             | 2              |
|          |             |             | 3              |
|          |             |             | 4              |

- Ranking del 13 de enero de 2020.

## Campeones

### Individuales
Tomás Barrios venció a  Carlos Gómez-Herrera por 6-2, 6-2

### Dobles
- Tomás Barrios /  Carlos Gómez-Herrera  derrotaron en la final a  Nicolas Arreche /  Jorge Panta por 7-5, 6-2